# K.k. Südöstliche Staatsbahn
Die k.k. Südöstliche Staatsbahn (SöStB), ungarisch cs. kir. Délkeleti Államvasút (CkDÁ), war eine Staatsbahn Österreich-Ungarns, die durch Verstaatlichung der Ungarischen Zentralbahn (UZB) entstand.

## Geschichte

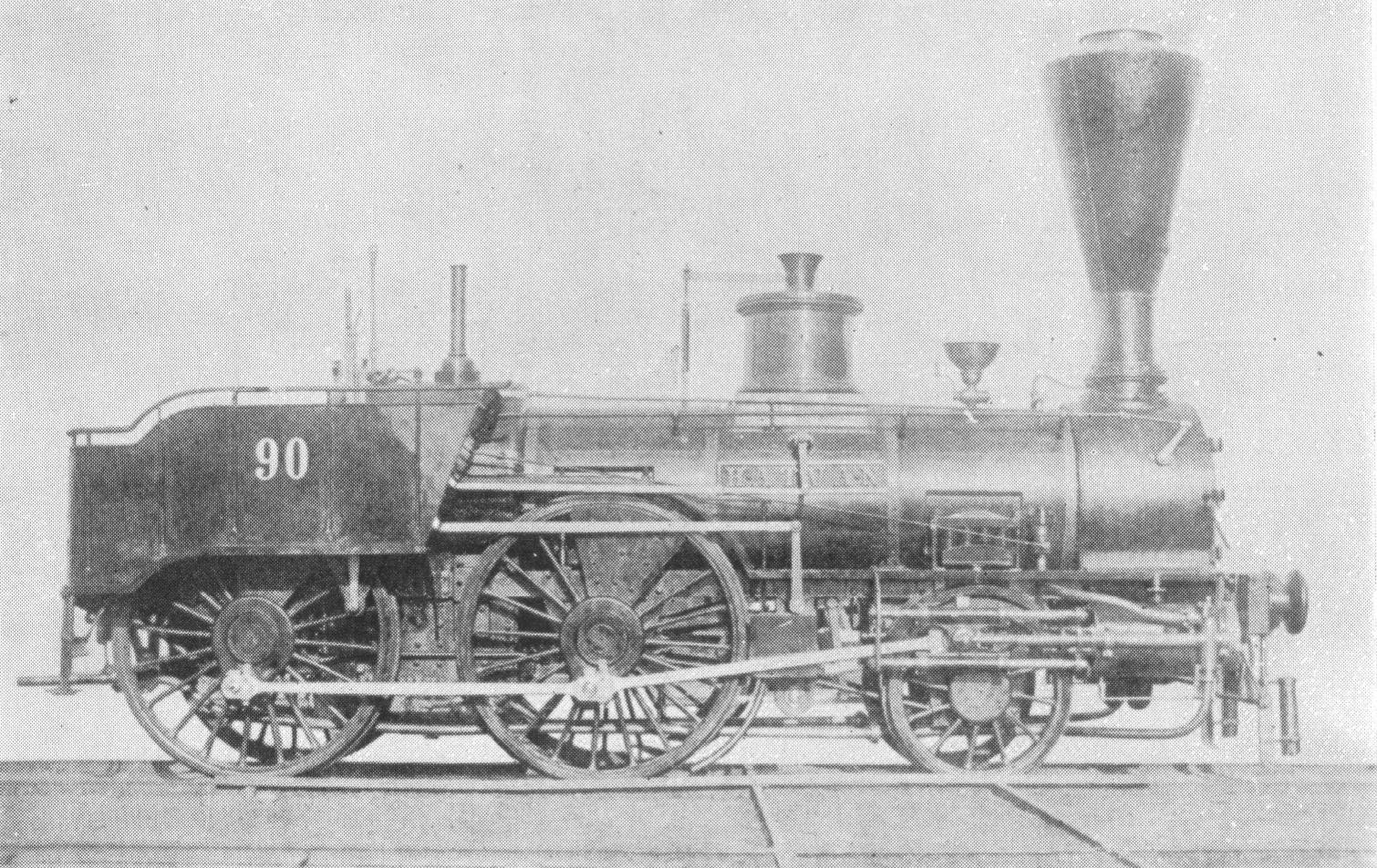
Lokomotive 90 HÁTVAN der StEG, 1851 für die SüStB gebaut

Die am 15. Juli 1846 eröffnete UZB baute die Strecken Pest–Waitzen, Pest–Szolnok und Marchegg–Preßburg.
Die UZB wurde am 7. März 1850 verstaatlicht und bildete ab diesem Zeitpunkt die k.k. Südöstliche Staatsbahn.
Die von der UZB begonnenen Strecken Preßburg–Waitzen und Cegléd–Félegyháza–Szeged wurden von der SöStB bis 1854 fertiggestellt.
Am 1. Jänner 1855 wurde die SöStB privatisiert und wurde somit Teil der Staats-Eisenbahn-Gesellschaft.

## Strecken
- Pest–Waitzen (* 15. Juli 1846 UZB)
- Pest–Szolnok (* 1. September 1847 UZB)
- Marchegg–Preßburg (* 10. August 1848 UZB)
- Preßburg–Waitzen (* 1850; von UZB begonnen, von SöStB fertiggestellt)
- Cegléd–Félegyháza (* 1853; von UZB begonnen, von SöStB fertiggestellt)
- Félegyháza–Szeged (* 1854; von UZB begonnen, von SöStB fertiggestellt)